# Néjia Ben Mabrouk
Néjia Ben Mabrouk, née le 1er juillet 1949 à El Oudiane (petite localité près de Degache dans le gouvernorat de Tozeur), est une réalisatrice et scénariste tunisienne, connue pour son film La Trace (en) (arabe : السامة) et son travail pour le documentaire La Guerre du Golfe... et après ?.

## Biographie
Ben Mabrouk naît en 1949 et fréquente un pensionnat à Sfax. Dès sa jeunesse, elle se familiarise avec le cinéma européen et rejoint un club de cinéma local. Au sujet de son parcours, Rebecca Hillauer explique :

« Ben Mabrouk a tout d'abord étudié le français à l'université de Tunis, mais a dû la quitter après quelques semestres pour des raisons financières. Elle a commencé à étudier le cinéma à l'INSAS, en 1972 à Bruxelles. Son éducation cinématographique s'est en grande partie construite sur le film documentaire critique. Elle a ainsi écrit et réalisé le film À votre service pour son projet de fin d'études en 1976, et a ensuite travaillé en tant que stagiaire pour la RTBF. »

De 1979 à 1980, Ben Mabrouk commence à écrire le scénario de son premier long métrage, La Trace (en). Si le film est terminé en 1982, un litige avec la société de production, la Société anonyme tunisienne de production et d'expansion cinématographique, retarde sa sortie jusqu'en 1988. Il est néanmoins présenté dans le cadre des Journées cinématographiques de Carthage en 1982 avec une version concoctée à la hâte et presque inaudible. La Trace remporte le Prix Caligari à la Berlinale 1989. La Trace contient des éléments autobiographiques de Ben Mabrouk et raconte l'histoire d'un jeune femme tunisienne cherchant une éducation, qu'elle trouve finalement en s'exilant en Europe.
Elle écrit et réalise également une séquence d'une quinzaine de minutes intitulée À la recherche de Chaima pour le documentaire La Guerre du Golfe... et après ? (1991), enquêtant sur l'impact de la guerre sur les femmes et les enfants. Elle a aussi écrit le scénario de son deuxième long métrage, intitulé Nuit à Tunis.